# オーロラシティ
オーロラシティは、神奈川県横浜市戸塚区の東戸塚地区に所在するショッピングセンターである。JR東戸塚駅周辺の再開発事業により建設された。西武東戸塚S.C.（旧称：西武東戸塚店）、イオンスタイル東戸塚（旧：ダイエー東戸塚店）の2店をキーテナントとする「2核1モール」である。

## 概要
1999年9月、神奈川県横浜市戸塚区品濃町の品濃中央特定街区に竣工した。当初は1983年の完成を予定したが、アクセス幹線道路となる環状2号線の完成が遅延して、開業は大幅にずれた。
東日本旅客鉄道（JR東日本）東戸塚駅東口から歩道橋を介して接続し、駅に近い側から地下1階・地上7階建の「オーロラモール館」、地上7階建の「オーロラモールアネックス館」、地下3階・地上4階建の「ダイエー棟」（竣工時の名称）の3館からなる。東端は環状2号線に接し、歩道橋で平戸町の旧東海道に接続する。
東戸塚駅と街区内はそれぞれ高低差があるため東戸塚駅東口からの歩道橋はオーロラモール館4階に直結し、オーロラモール7階から連絡通路「ファーストブリッジ」を介してオーロラモールアネックス館6階へ、オーロラモールアネックス館7階から館内通路「オーロラウォーク」を介してイオンスタイル3階へそれぞれ直結する。その先は平戸町方面へ向かい、車道と交差しない歩行者動線を形成している。
各商業棟の屋上は「緑の広場」「光の広場」等のオープンスペースとして開放されている。各商業棟の合間に4棟の超高層マンション「パークタワー」「beタワー」「ル・パルク・シェル」「タワーズ・シティ1st」が互い違いに配置されている。
ダイエー棟は、1999年10月7日にダイエー東戸塚店が開店した。2016年春にイオン東戸塚店、同年9月24日にイオンスタイル東戸塚へ業態転換した。近隣にイオンスタイル戸塚（旧ダイエー戸塚店→イオン戸塚店）がある。
2005年にミレニアムリテイリング（MR）がセブン&アイ・グループ（7&i）へ、2013年にダイエーがイオングループへ、それぞれ吸収され、当施設は競合する流通グループの店舗が同居していた。神奈川県内でこれら流通グループが競合する施設は当施設のほか、イトーヨーカドー古淵店とイオン相模原ショッピングセンター（相模原市）、大和オークシティ（大和市）がある。これらはいずれもイオンとセブン&アイグループ傘下のイトーヨーカ堂の総合スーパーが隣接して競合していたが、2023年9月1日に当時MRおよびそごう・西武の親会社であった7&iがアメリカの投資ファンドであるフォートレス・インベストメント・グループにそごう・西武の株を2200億円で売却し、同社の株主となったことで、本施設における7&iとイオングループによる競合スーパー企業との競合関係は事実上解消されている。
2020年3月1日に西武東戸塚店は「西武東戸塚S.C.」へ変更され、6月までに直営売場を廃止してテナント化し、百貨店から郊外型ショッピングセンターへ業態を転換した。

### ギャラリー

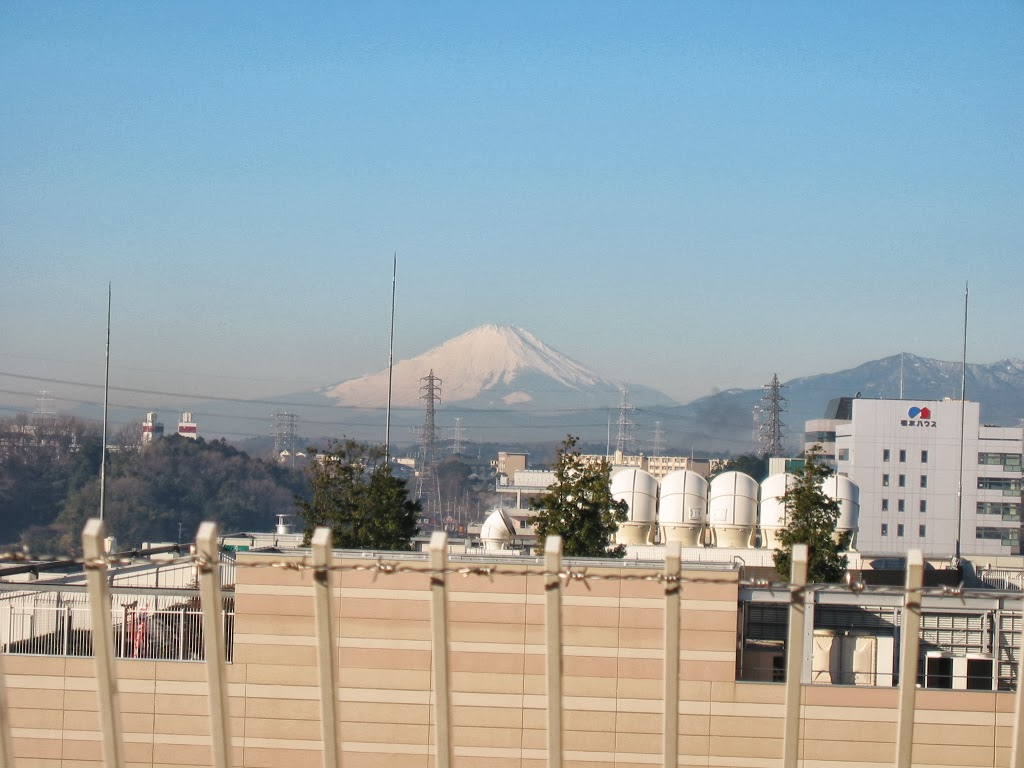
「オーロラシティ」から富士山を望む（2002年12月）
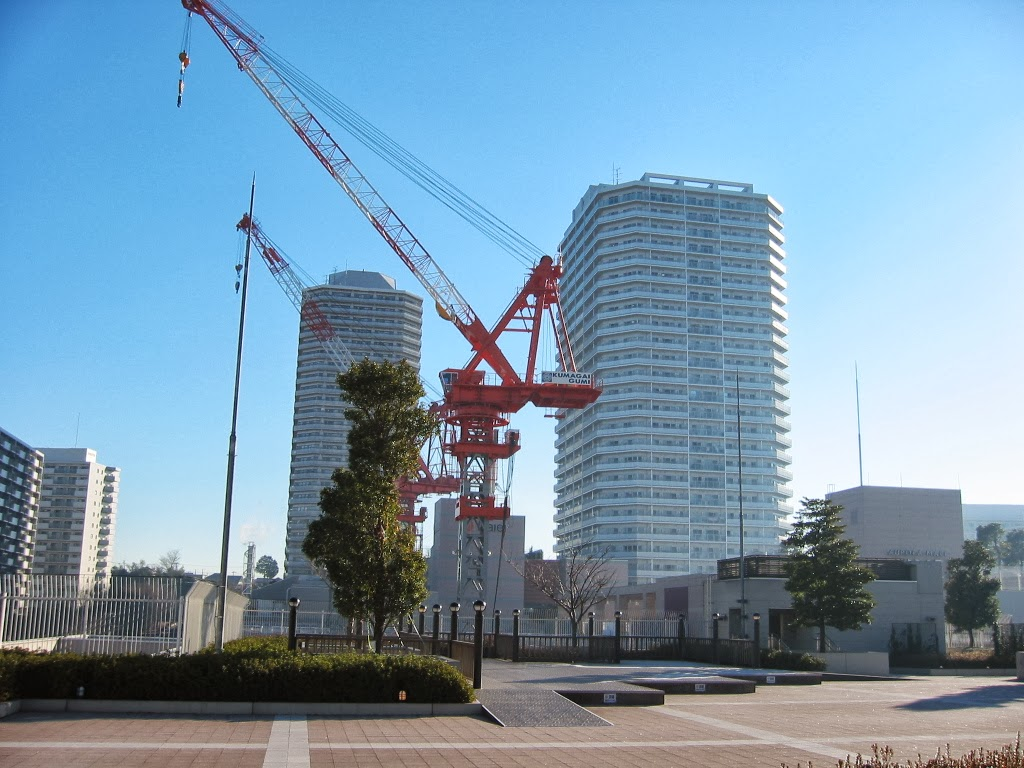
「オーロラウォーク」（環状2号線方面）
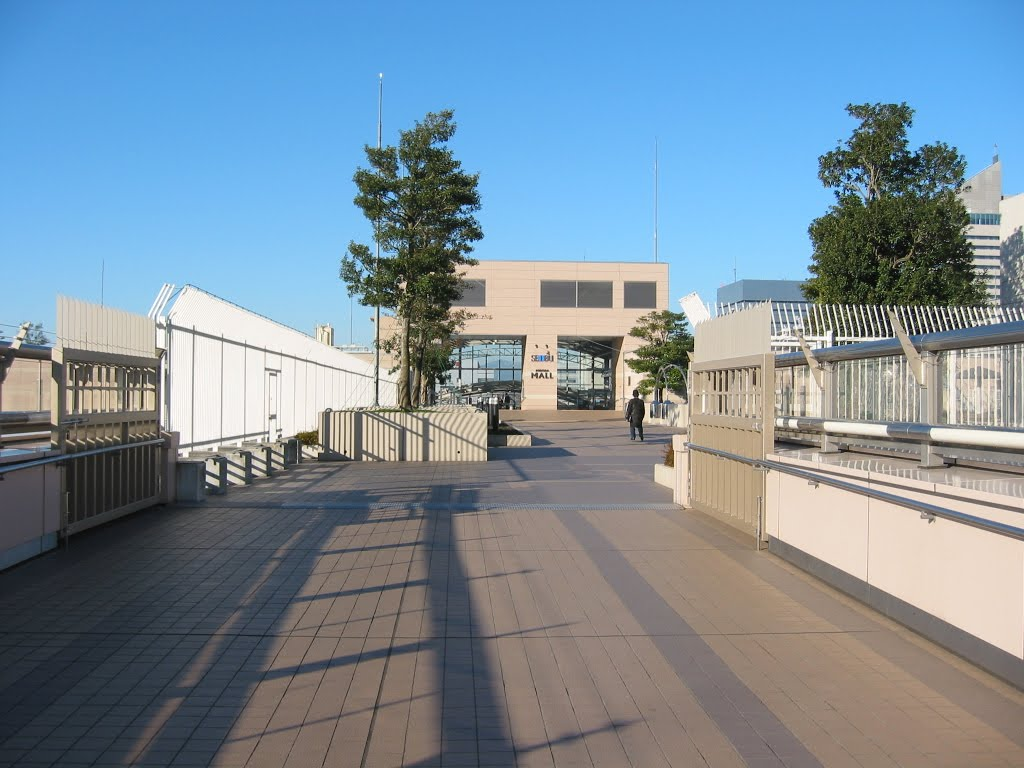
「オーロラウォーク」（東戸塚駅方面）

## フロア構成・テナント
詳細は、西武東戸塚S.C. ショップリストおよびイオンスタイル東戸塚 フロアガイドを参照

### 西武東戸塚S.C.

#### オーロラモール館
- ほけんの窓口
- ザ・ガーデン自由が丘
- ドンク
- 無印良品
- ハニーズ
- GAP
- コムサイズム
- ファンケル
- ロフト
- そごう横浜店ギフトサロン[10] - モール館5階に出店。そごうのサテライト店舗が西武の中に出店している。
- ヴィレッジヴァンガード
- ユニクロ
- ABCマート
- ニトリデコホーム
- キャンドゥ
- サンリオギフトゲート
- ポポンデッタ (鉄道模型店)
- レストラン街（7階）

#### オーロラモールアネックス館
- ヴィクトリア
- ノジマ

### イオンスタイル東戸塚
- 1階 - 食品とヘルス&ビューティケア
- 2階 - ファッション&ライフスタイル
- 3階 - KIDS REPUBLIC（子供服・玩具・子供用品）
- 4階 - レストラン街・フードコート